# César Abaya
César Abaya (* 12. Oktober 1984 in N’Djamena) ist ein tschadischer Fußballspieler auf der Position eines Rechtsverteidigers. Er ist aktuell bei Gazelle FC aktiv und ist ehemaliger tschadischer Fußballnationalspieler.

## Karriere

### Verein
Abaya begann seine Karriere im Jahr 2002 beim tschadischen Erstligisten Renaissance FC in der Hauptstadt N’Djamena, für den er bis 2013 aktiv blieb. Hier wurde er im Zeitraum von 2002 bis 2007 mit sechs Meistertitel in Folge, Serienmeister im Tschad. 2011 erfolgte durch einen 2:1-Sieg gegen Foullah Edifice im Finale des Coupe de Ligue de N'djaména der erste Pokalerfolg. Nach zwölf Jahren bei Renaissance, wechselte Abaya im Januar 2014 zum Ligakonkurrenten Gazelle FC. Von dort schloss er sich nach nur einer Saison Foullah Edifice an. Bei beiden Vereinen konnte er jedoch nicht an die Erfolge bei Renaissance anknüpfen. Ende 2016 verließ er den Tschad in Richtung Gabun und schloss sich den Erstligisten AS Mangasport an. Dort gewann er 2018 seinen insgesamt siebten Meisterschaftstitel. Nach dem Ende der Saison wechselte er zum AS SONIDEP in die Republik Niger. Hier gewann er in seiner ersten Saison für den neuen Verein das Triple mit Pokal, Supercup und Meisterschaft. 2023 kehrte Abaya in den Tschad zurück und schloss sich zum zweiten Mal den Gazelle FC an.

### Nationalmannschaft
Sein Debüt für die tschadische Fußballnationalmannschaft gab Abaya am 28. September 2010 im Freundschaftsspiel gegen die Mannschaft aus der Republik Kongo. Seinen größten Erfolg feierte er im Rahmen des CEMAC Cup 2014, wo im Finale das Team aus der Republik Kongo mit 2:1 bezwungen wurde. Bis zu seinen letzten Spiel am 17. November 2019 gegen die Auswahl von Mali, absolvierte er 14 A-Länderspiele.

### Erfolge
- Tschadischer Meister: 2002, 2003, 2004, 2005, 2006, 2007
- Tschadischer Pokalsieger: 2011
- Gabunischer Meister: 2018
- Nigrischer Meister: 2019
- Nigrischer Pokalsieger: 2019
- Nigrischer Supercup: 2019